# Верица Брадић
Верица Брадић (Београд, 1969) српска је новинарка и телевизијска водитељка.

## Биографија
Верица Брадић рођена је 1969. године у Београду, где је завршила Правни факултет Универзитета у Београду те је и једно време радила као адвокат. Удата је и има двоје деце.
Своју каријеру је започела као радијски водитељ, на радију Индекс, где је провела скоро осам година, али је ипак највећу пажњу публике привукла када је радила на ТВ Политика емисију Молим, шта сте рекли, а касније и на БК ТВ емисију Портрет, где се задржала око три године. Након успона у каријери, Верица тада прави паузу која је трајала седам година, не рачунајући њено кратко појављивање на Пинк ТВ где је водила емисију Трилинг, да би се вратила на РТС 1 где је почела да уређује и води емисију Авалски торањ, а касније и Јутарњи програм РТС-а. Од 2019. године води емисију Хит твит на Пинк ТВ.